# 疏花玉叶金花
疏花玉叶金花（学名：Mussaenda laxiflora）为茜草科玉叶金花属下的一个种。